# Alain Dogou
Alain Dogou (* 19. Juli 1964 in Aboisso) ist ein ivorischer Politiker.
Ehemals Direktor im Kabinett Emile Boga Doudous war er im Zuge der Regierungskrise 2010/2011 vom 5. Dezember 2010 bis 11. April 2011 Minister für Verteidigung und Freiwilligendienst in der international nicht anerkannten Regierung Aké N’Gbo.
Alain Dogou war als Mitglied der Regierung Aké N'Gbo ab 11. Januar 2011 von Sanktionen der Europäischen Union betroffen. So durfte er nicht in die EU einreisen und seine Gelder wurden eingefroren.